# تاراما، اوکیناوا
تاراما، اوکیناوا (به لاتین: Tarama, Okinawa) یک منطقهٔ مسکونی در ژاپن است که در Miyako District واقع شده‌است. تاراما ۱٬۲۷۶ نفر جمعیت دارد.